# Apostolul Ioan
Apostolul Ioan (n. 11 d.Hr., Betsaida, Districtul de Nord, Israel – d. 99 d.Hr., Efes, Imperiul Roman) a fost unul din cei doisprezece ucenici ai lui Isus din Nazaret. În mod obișnuit este identificat cu Ioan Evanghelistul, autorul Evangheliei după Ioan.

## Iconografie
Apostolul Ioan este reprezentat în scena răstignirii sub brațul stâng al lui Isus, iar Maica Domnului sub brațul drept. Atributul său iconografic este un potir.

## Galerie

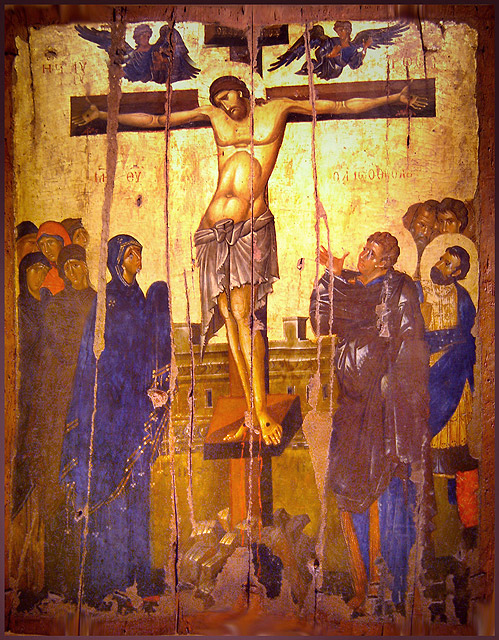
Icoană bizantină, Atena
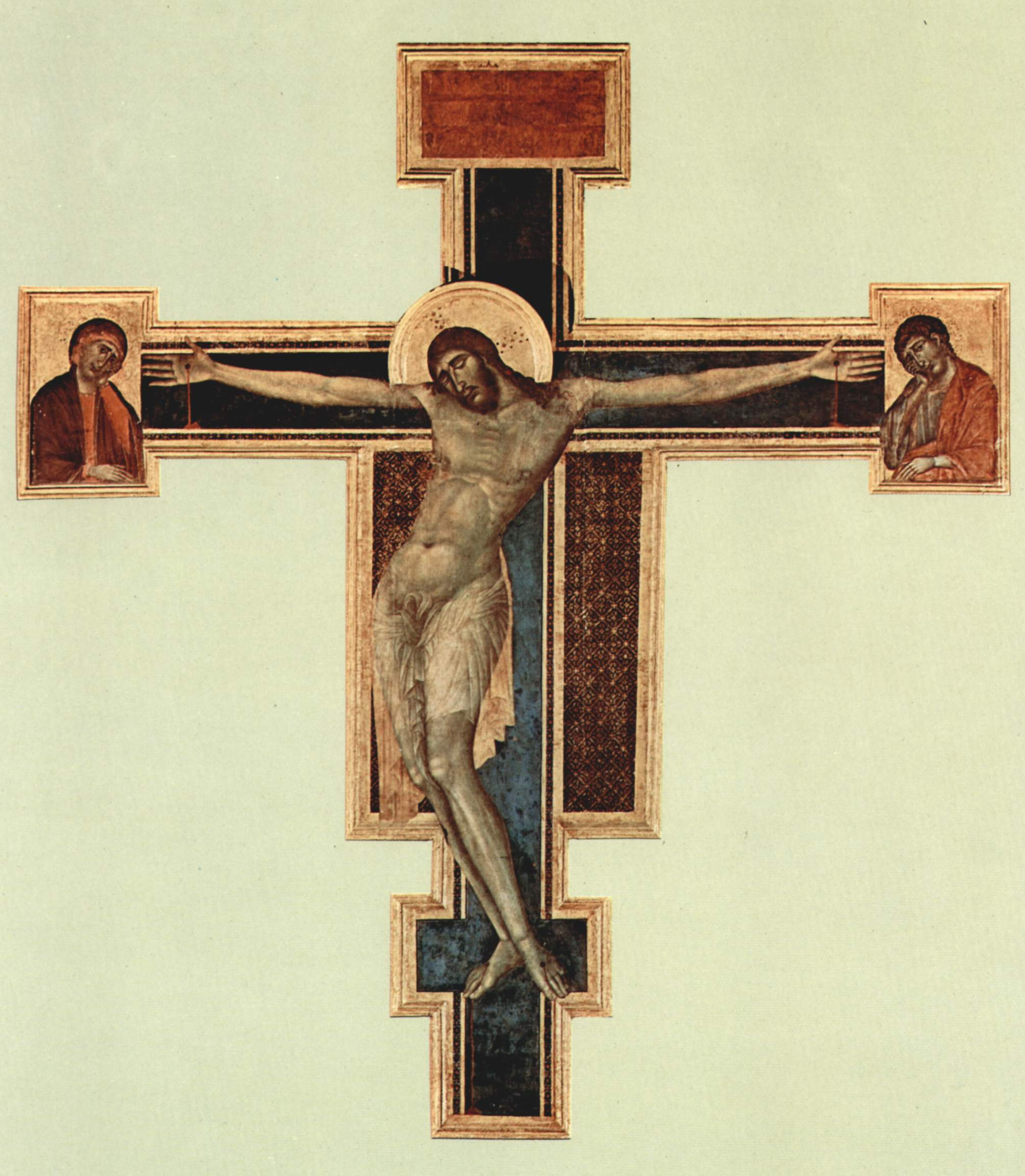
Cimabue, Florența
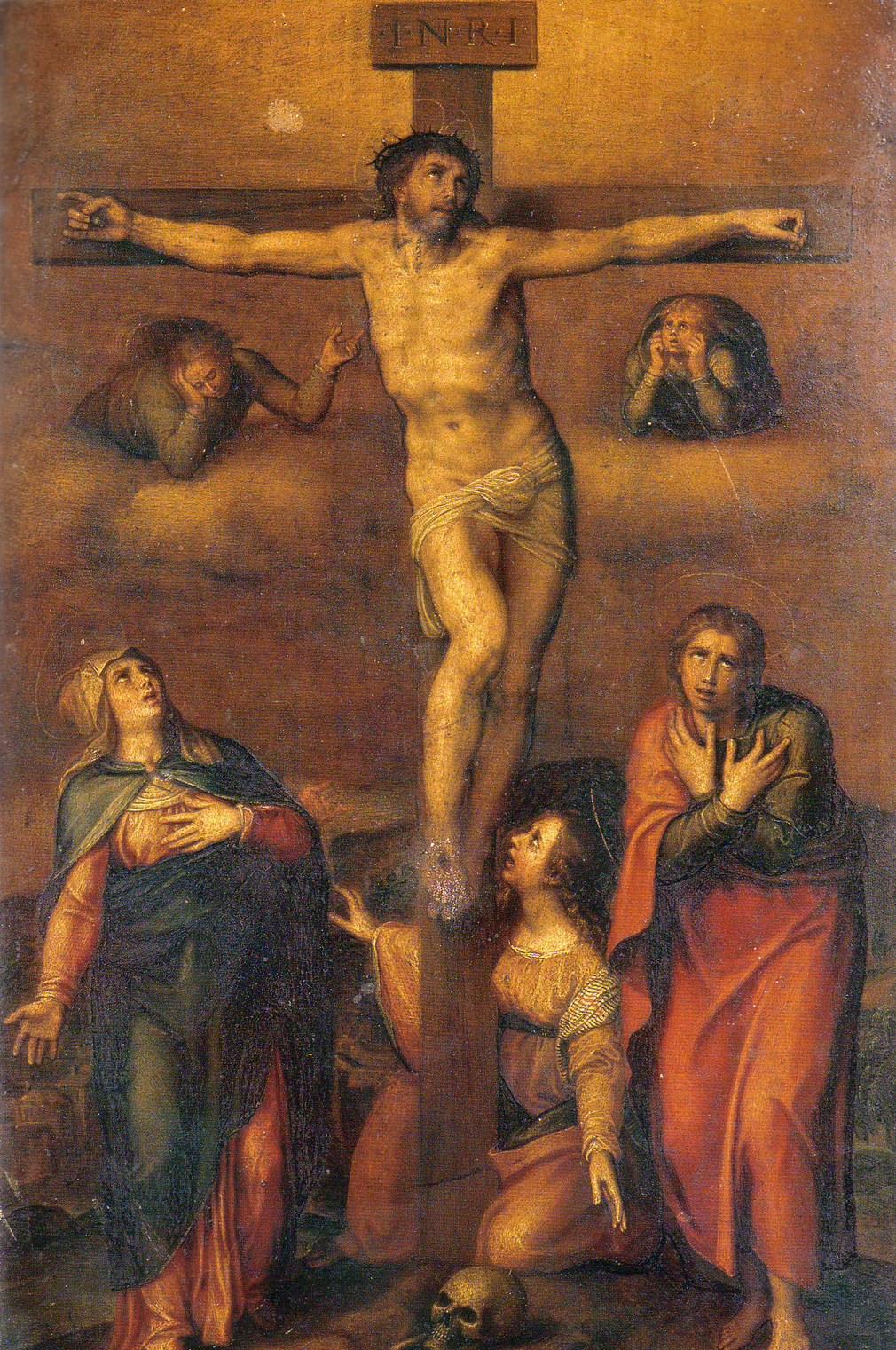
Michelangelo, La Rioja, Spania
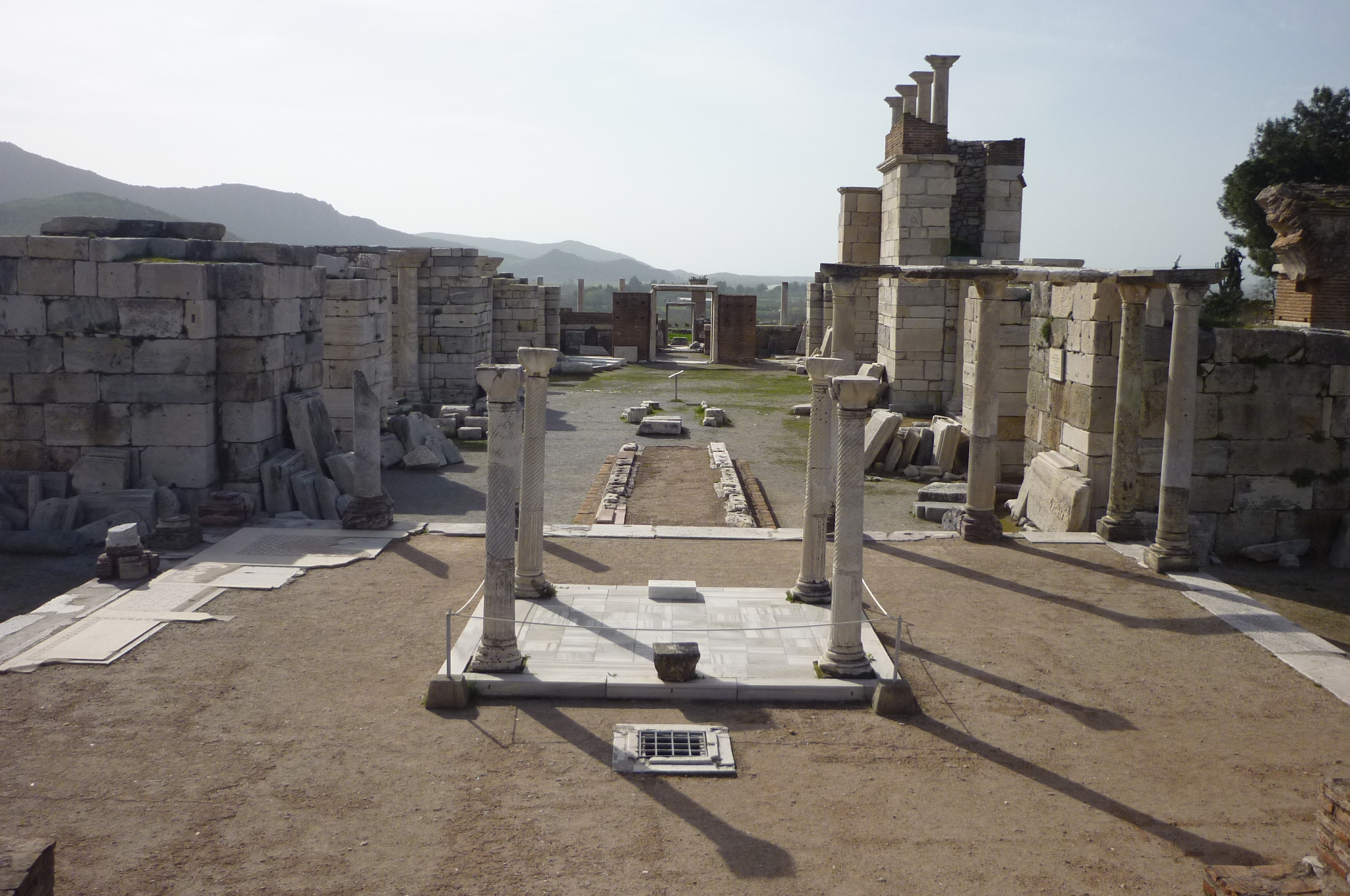
Biserica Sfântul Ioan din Efes⁠(fr)[traduceți]